# 알리셰르 나보이
알리셰르 나보이(페르시아어: نظام الدین على شير هراوی 우즈베크어: Alisher Navoiy, 1441년 2월 9일 ~ 1501년 1월 3일 )는 아프가니스탄의 헤라트에서 태어나고 자란 중앙아시아의 정치가이자, 신비주의자이자, 미술가이며 위구르 전통 시인이었다. 일반적으로, 그는 자신의 필명이었던 나바이(페르시아어:نوائى, 페르시아어로 '검은 베일/우는 사람(영문으로 the Weeper인데, 정확한 해석 요망)'을 의미한다. 최초로 우즈베크어로 씌여진 문학을 쓴 작가라서 우즈베키스탄에서는 그의 이름을 딴 극장과 기념비가 있는 등 그를 민족의 정신적 지도자로 여긴다.